# 2014年國際足協世界盃申辦過程

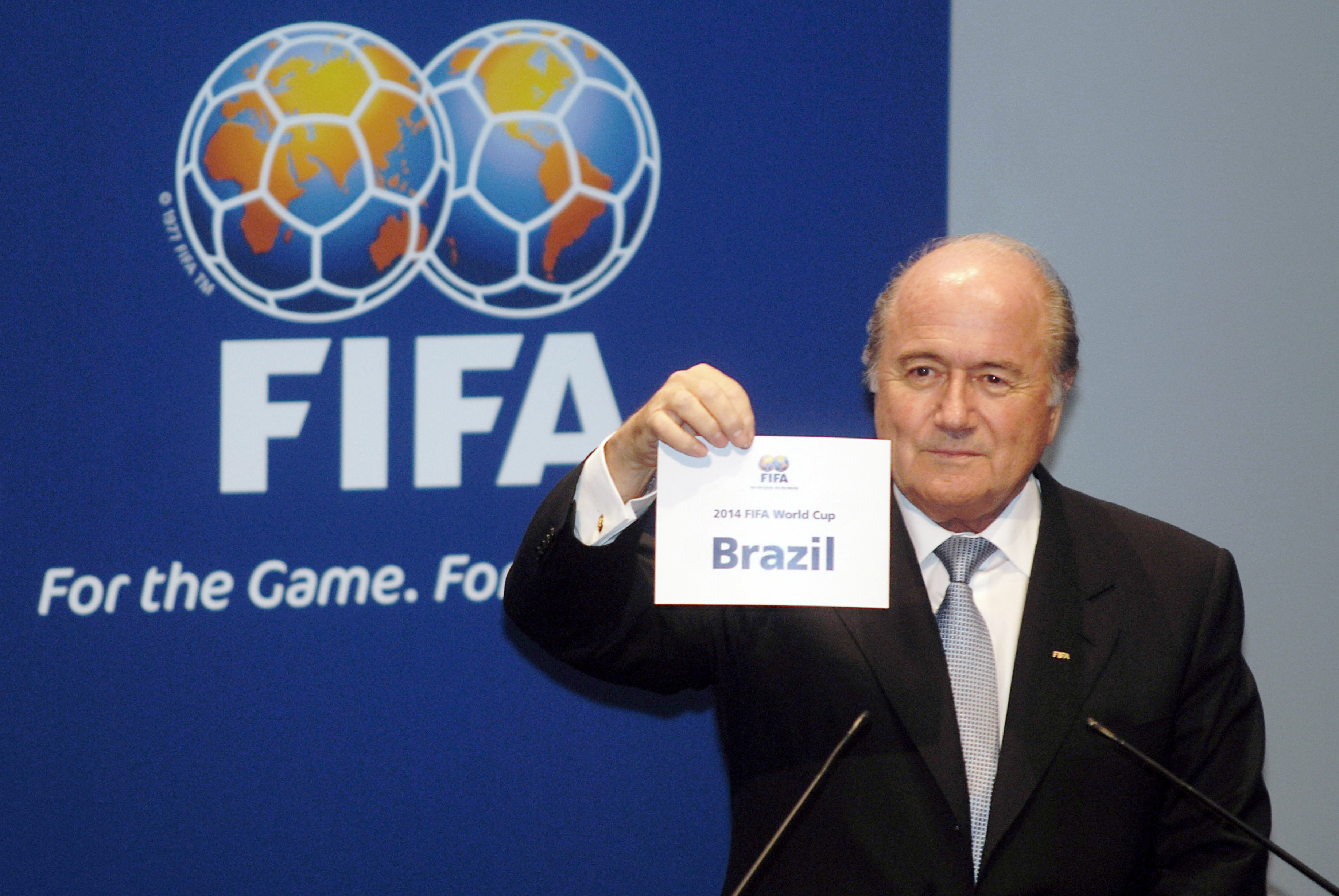
国际足联主席塞普·布拉特正式宣布巴西为主办国

本文叙述决定2014年國際足協世界盃主办国的过程，最终巴西于2007年10月30日被确认为赛事的主办国。

## 背景
2003年3月7日，世界足球机构国际足联宣布本届赛事，将是自阿根廷主办1978年世界杯足球赛以来，第一次在南美举办，让各大洲都有举办世界杯的权利。2003年6月3日，南美足联宣布阿根廷、巴西和哥伦比亚有意申办2014年世界杯决赛圈。2006年12月，巴西正式宣布参选，哥伦比亚亦于数日后宣布，而阿根廷没有提出申办。2007年4月11日，哥伦比亚正式撤回申办决定，巴西成为2014年赛事的唯一正式主办国。

## 巴西申办
哥伦比亚于2007年4月11日撤回申办决定后，剩下唯一的正式候选国巴西最终赢得2014年世界杯主办权。巴西提出申办是在2006年12月13日，时任巴西足球协会主席里卡多·特谢拉，与南美足联主席尼古拉·里奥兹和秘书长爱德华多·德·卢卡，共同在东京签署申办合同。
国际足联主席赛普·布拉特曾在2006年7月4日，表示世界杯可能会在巴西举办，虽然他早些时候承认巴西没有为世界杯准备好场地。9月28日，他会见巴西总统卢拉，表示希望巴西作出决定前证明自己的能力，“但杯赛已在巴西的家门口了”。2006年9月，巴西总统路易斯·伊纳西奥·卢拉·达席尔瓦证实了布拉特的意见，并表示：“我们没有认为举办世界杯水平的场馆，所以打算在本国建12座新的体育馆。”
潜在的主办城市已为赛事做好准备。最近几个月，足协和政府官员考查了几座城市和体育馆。有18个州申请举办杯赛，然而实际上举办的城市，比国际足联最低8个、最高10个的规定要少得多。
2007年7月31日，巴西正式宣布申办。特谢拉亲自向布拉特呈交一份包含关于巴西体育馆，及其他一般基础设施的改进计划和财政预算的文档，但该文档的更多细节尚未公布。
当天早些时候，巴西媒体公布了体育场的选拔名单。起初至少有21个城市被考虑，但只有18个预选城市有资格举办国际足球比赛。18个入围城市中，有四座场馆正式建设，或是在巴西赢得主办权后动工。而三个被淘汰的城市分别为圣保罗州的坎皮纳斯、帕拉伊巴州的若昂佩索阿和皮奥伊州的特雷西纳。2007年8月17日，足协官员与18个候选城市代表举行会议，里卡多·特谢拉证实五个举办城市，让其余13个城市进行竞争。下方列表是巴西足协所接纳的候选城市，包括前面提到的五个已确认的城市：
| 城市          | 所属州份       | 体育馆                      |
| ------------- | -------------- | --------------------------- |
| 巴西利亚      | 联邦区         | 巴西利亚国家体育场          |
| 贝洛奥里藏特  | 米纳斯吉拉斯州 | 米内罗体育场                |
| 阿雷格里港    | 南大河州       | 河岸球场                    |
| 里约热内卢    | 里约热内卢州   | 马拉卡纳体育场              |
| 圣保罗        | 圣保罗州       | 圣保罗体育场                |
| 库亚巴        | 马托格罗索州   | 潘特纳尔体育场              |
| 库里奇巴      | 巴拉那州       | 拜沙达体育场                |
| 福塔雷萨      | 塞阿腊州       | 卡斯特劳体育场              |
| 马塞约        | 阿拉戈斯州     | 扎加罗体育场（待建）        |
| 玛瑙斯        | 亚马逊州       | 亚马逊体育场                |
| 纳塔尔        | 北里奥格兰德州 | 沙丘球场（待建）            |
| 累西腓/奥林达 | 伯南布哥       | 累西腓-奥林达体育场（待建） |
| 萨尔瓦多      | 巴伊亚州       | 新水源体育场（待建）        |

为满足国际足联一座城市不能有两座体育馆的要求，该列表被缩减，其中包括在接下来几年动工的体育馆。巴西曾举办过1950年世界杯足球赛和四次美洲杯（1919年、1922年、1949年和1989年）。

## 其他申办国

### 哥伦比亚
哥伦比亚于2006年12月18日正式宣布参选，2007年4月11日撤回决定。
哥伦比亚总统阿尔瓦罗·乌里韦曾于2006年7月15日提交竞标。他在2006年中美洲和加勒比地区运动会开幕式讲话中表示：“从这场赛事的组织情况来看，我认为哥伦比亚有能力办好足球世界杯，我相信我们会实现这一目标，而且会做到完美。”副总统弗朗西斯科·桑托斯·卡尔德龙被点名负责赛事。早在1986年，哥伦比亚曾获得世界杯主办权，但由于跟国际足联就经济问题产生分歧，担心墨西哥的利益而退出，而且当时哥伦比亚局势动荡。哥伦比亚曾于2001年举办美洲杯。然而2007年2月27日，布拉特似乎放弃哥伦比亚举办赛事的任何机会：“哥伦比亚的竞标更像是国家的建交公报，说‘我们还活着，不仅在头条新闻上，还在足球方面’。”